# Manuel Carcassonne
Pour les articles homonymes, voir Carcassonne (homonymie).
Manuel Carcassonne, né le 20 avril 1965 à Boulogne-Billancourt, est un journaliste et éditeur français.
Critique littéraire, notamment au journal Le Point, il passe la majeure partie de sa carrière aux éditions Grasset, dont il est directeur littéraire, puis directeur général adjoint. Il est nommé directeur général de Stock en avril 2013.

## Biographie
Manuel Carcassonne est le fils de l'homme d'affaires Jacques Carcassonne (diamantaire), ancien président du tribunal de commerce de Paris.

### Carrière dans la presse
Manuel Carcassonne effectue des études de lettres modernes à l'université Paris-IV[réf. souhaitée]. Il est critique littéraire pour les magazines Le Point, Le Figaro littéraire et Le Magazine littéraire. En 2001, il intègre le comité de rédaction de la Revue des deux Mondes. Au début des années 1990, il anime une émission littéraire sur France Culture. Il continue de travailler pour Le Point après son entrée chez Grasset, mais ne critique que des ouvrages étrangers.

### Carrière d'éditeur
Manuel Carcassonne entre chez Grasset en 1991 en tant qu'attaché d'édition et membre du comité de lecture. Il est nommé directeur littéraire en 1999, responsable du domaine français, puis directeur-général adjoint en 2009. En avril 2013, à la suite du décès de Jean-Marc Roberts, le groupe Hachette le nomme directeur général des éditions Stock. Il prendra son poste le 1er juillet,.

### Autres activités
En 2001, Manuel Carcassonne participe au programme Young Leader de la fondation franco-américaine. De 2010 à 2011, l'éditeur préside la commission d'aide au développement du Centre national du cinéma (CNC). Il coopère également avec le Centre national du livre (CNL)[réf. souhaitée]. Il est membre du jury du Prix Sévigné.

### Vie privée
Il est le frère cadet du producteur Philippe Carcassonne et a été le compagnon pendant quatorze ans d'Héloïse d'Ormesson avec qui il a une fille, Marie-Sarah.
Le 6 décembre 2003, il se marie avec Laure Gasparotto dont il a deux enfants, Elie Carcassonne né le 6 décembre 2006 et Jeanne Carcassonne, née le 22 octobre 2012.
Il est aujourd'hui remarié avec l'écrivaine Diane Mazloum avec qui il a eu un fils,.

## Décoration
- Officier de l'ordre des Arts et des Lettres, 2014[12]. Chevalier de juillet 2006[13].